# إبادة (فلم)
إبادة (بالإنجليزية: Annihilation) هو فيلم خيال علمي ورعب أمريكي بريطاني صدر في 2018. من كتابة وإخراج أليكس غارلاند، مقتبس من رواية بنفس الإسم لجيف فاندرمير. الفيلم من بطولة نتالي بورتمان.
الحبكة تتبع مجموعة عالمات عسكريات يدخلن منطقة حجر صحي غامضة تدعى «الوميض» (The Shimmer) تحتوي كائنات ومسطحات متحولة ونشطة جينياً.
صدرَ الفيلم في الولايات المتحدة بتاريخ 23 فبراير 2018 عن طريق باراماونت بيكتشرز، وفي باقي مناطق العالم بتاريخ 12 مارس عن طريق نتفليكس.

## القصة
تدور أحداث فيلم Annihilation حول منظمة سرية اسمها Southern Reach تقوم بتنظيم بعثات استكشافية علمية إلى منطقة تُسمى بالمنطقة X أو الوميض، حيث تعتبر هذه الأخيرة مكان غير مؤهول وجزء مهجور لم تَعُد قوانين الطبيعة تنطبق عليه على الإطلاق، أرسلت المنطمة فريق مكون من أربعة نساء؛ عالمة أحياء، عالمة أنثروبولوجيا، طبيبة نفسية ومتخصصة في مسح الأراضي من أجل تقصي ماهية هذا المكان، ويُعتبرون البعثة رقم 12 التي تذهب لهذه المنطقة X، البعثات الأخرى السابقة قام بعض من أعضائها بالانتحار، هناك من تعرض لسرطانات خطيرة، هناك من أُصيب بصدمات نفسية وآخرون اختفوا ولم يعودوا أبدا.

## البطولة
- ناتالي بورتمان بدور عالمة الأحياء لينا
- جينيفر جيسون لي بدور عالمة النفس
- جينا رودريجيز بدور أنيا ثورنسن عالمة المتحجرات الإنسانية
- تيسا طومسون بدور الماسحة الجيولوجية
- توفا نوفوتني بدور عالمة اللغويات
- أوسكار إسحاق بدور زوج لينا
- ديفيد غياسي
- سونويا ميزونو
- بندكت وونغ

## الاستقبال

### شباك التذاكر
حقق الفيلم 32.7 مليون دولار في الولايات المتحدة وكندا، و10.3 مليون دولار في الصين، لتصل إجمالي إيراداته عالمياً إلى 43.1 مليون دولار مقابل ميزانية إنتاج تتراوح بين 40-55 مليون دولار. على الرغم من عدم تحقيق ربح كبير في إيرادات شباك التذاكر إلا أن الفيلم وجد استقبالًا جيدًا على منصات البث المنزلية، وتوقع بعض النقاد بأنه قد يصبح فيلما كلاسيكيا في المستقبل.

### رأي النقاد
حصل الفيلم على تقييم 86% في موقع الطماطم الفاسدة بناءً على 157 مراجعة، أشاد النقاد في الموقع بالتأثيرات والخيال العلمي الموجود في الفيلم. في موقع ميتاكريتيك حصل الفيلم على تقييم 79 من 100 وحصل على 48 نقد معظمها إيجابي.

## وصلات خارجية
- مقالات تستعمل روابط فنية بلا صلة مع ويكي بيانات
- إبادة على قاعدة بيانات الأفلام على الإنترنت

لا توجد روابط لمواقع التواصل الاجتماعي.